# Ротонда (журнал)
«Ротонда» (Ротонда) — литературный журнал, издаваемый в Кирове с марта 2020 года. Учредитель журнала — ООО «Издательство «Аверс», журнал зарегистрирован как СМИ. Представляет современный литературный процесс Волго-Вятского региона во всем его творческом и географическом многообразии. 

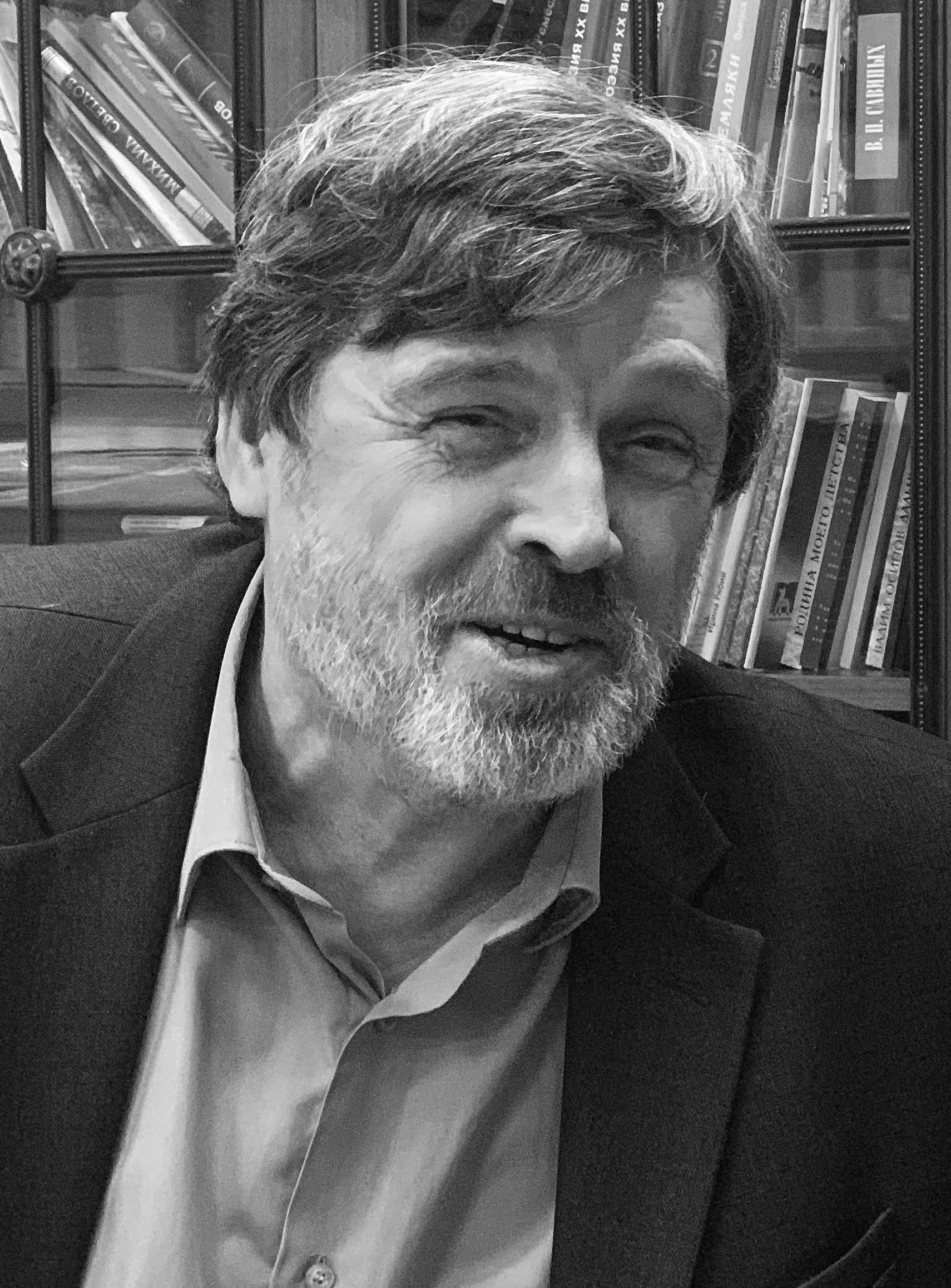
Главный редактор Николай Пересторонин.

## Профиль журнала
Журнал публикует прозу, поэзию, литературную публицистику как признанных писателей, так и начинающих литераторов Кировской области, Удмуртской Республики, Пермского края и других регионов страны. Рубрики «Поэтический портал» и «Горизонты прозы», «Центральная аллея» и «Парадигма рассказа», «Свидание с ротондой» и «Диалоги». Рубрика «Об огнях, пожарищах» представляет рассказы и стихи на военную тему, навеянных воспоминаниями людей, переживших лихолетье войны. Журнал выходит ежемесячно. Есть у «Ротонды» и своя страничка ВКонтакте.

## Авторы журнала
На страницах журнала публиковались произведения Владимира Крупина и Сергея Лобанова, Анатолия Кима и Анны Долгаревой (Москва), Натальи Филимоновой и Варвары Заборцевой (Санкт-Петербург), Андрея Расторгуева и Александра Кердана (Екатеринбург), Геннадия Ёмкина (Саров), Евгения Семичева (Самара), Светланы Сырневой и Елены Наумовой (Киров), Анатолия Гребнева (Пермь), Александра Вепрёва (Сочи), Дианы Кан (Оренбург), священников Андрея Логвинова (Кострома) и Геннадия Рязанцева (Липецк), Дениса Макурина (Холмогоры Архангельской области), Сергея Миронова (Калининград), Ирины Кемаковой (Каргополь), Инны Карабинской (Ухта), Марка Некрасовского (Луганск), Сергея Лобанова (Ставрополье), Ирины Прищеповой (Иркутск), Тихона Синицына (Севастополь), Льва Кожевникова (Казань), Валерия Копнинова (Барнаул), Натальи Михайловой (Переславль-Залесский), Василия Ситникова (Великий Устюг), Инги Карабинской, Дениса Попова, Ларисы Кальматкиной (Республики Коми) и др.
Публиковались в журнале поэты и прозаики из Белгорода, Владивостока, Вологды, Ростова-на-Дону, Донецка, Алтайского края, Казахстана, Орла, Саратова, Кургана, Ижевска, Тюмени, Йошкар-Олы, Минска и Подмосковья, и других городов и весей.

## Книжные издания журнала
В 2020 году при журнале открылась книжная серия «Ротонда-персона. Приложение к литературному журналу «Ротонда»», в которой вышли сборники авторов.

## Совет журнала
- Учредитель и издатель — директор издательства «Аверс» В. А. Жидков
- главный редактор – поэт, член Союза писателей России Н. В. Пересторонин
- выпускающий редактор и администратор Е. С. Коновалова
- дизайнер С. А. Ворончихин
- корректор В. А. Щёкотова